# Joe Swanberg
Joe Swanberg (Detroit, Míchigan, Estados Unidos, 31 de agosto de 1981) es un productor audiovisual independiente y actor estadounidense. Conocido por sus dramas cinematográficos de bajísimo presupuesto que utilizan bastante improvisación, Swanberg es considerado una importante figura en el movimiento de películas del subgénero del mumblecore. Sus películas por lo general se centran en temas como las relaciones sentimentales, el sexo, la tecnología y el proceso de filmación.

## Biografía y carrera
Swanberg nació el 31 de agosto de 1981 en Detroit, Míchigan, y fue criado en Naperville, Illinois. Se graduó de la Escuela Secundaria de Naperville Central y estudió cine en la Universidad del Sur de Illinois en Carbondale, obteniendo su licenciatura en 2003. Dos años después, Swanberg dirigió su primera película, Kissing on the Mouth. A ésta le siguió LOL en 2006, la cual marcó la primera ocasión en la que Swanberg trabajaba con la actriz Greta Gerwig. Gerwig y Swanberg colaboraron con las siguientes dos obras del director: Hannah Takes the Stairs (2007), la cual también incluía actuaciones de los directores Andrew Bujalski, Ry Russo-Young, y Mark Duplass y fue la primera ocasión en la que Swanberg trabajaba con el animador y actor Kent Osborne; y Nights and Weekends (2008), en la que Gerwig compartió el crédito como director. La siguiente película de Swanberg, Alexander the Last fue producida por Noah Baumbach, quien más adelante seleccionaría a Gerwig junto a Ben Stiller para su película de 2010, Greenberg.
Después de pasar todo el 2009 trabajando en Silver Bullets, Swanberg finalmente terminó siete películas en 2010: Uncle Kent, Caitlin Plays Herself, The Zone, Art History, Silver Bullets, Privacy Setting y Autoerotic (codirigida junto al director de terror, Adam Wingard). Uncle Kent fue estrenada en el Festival de Cine de Sundance en enero de 2011 y Silver Bullets y Art History lo hicieron en Berlinale en febrero. El resto de sus películas de 2010 se estrenaron en cines en 2011 luego de haber recibido proyecciones limitadas en festivales de cine. Cuatro de estos fueron incluidos más adelante en Joe Swanberg: Collected Films 2011 (en español, Joe Swanberg: Películas de 2011 Seleccionadas), un set de DVD de la discográfica y distribuidora de vídeos Factory 25.
En 2012 Swanberg escribió y dirigió Drinking Buddies, protagonizada por Olivia Wilde, Jake M. Johnson, Anna Kendrick y Ron Livingston. La película fue producida por Alicia Van Couvering y Andrea Roa y capturada por el cinematógrafo de Beasts of the Southern Wild, Ben Richardson.  La película fue comprada por Magnolia Pictures poco después de su premier en SXSW.
Swanberg es un importante proponente de la distribución de películas independientes por el internet, y ha hecho disponible en forma gratuita en su página de Vimeo su película de 2011 Marriage Material.

## Filmografía

### Como director, productor, y guionista
| Año  | Película                                                                       | Tipo      | Como     | Como      | Como      | Como   | Como       |
| Año  | Película                                                                       | Tipo      | Director | Productor | Guionista | Editor | Fotografía |
| ---- | ------------------------------------------------------------------------------ | --------- | -------- | --------- | --------- | ------ | ---------- |
| 2014 | Looking (episodio «Looking in the mirror»)                                     | Miniserie | Sí       |           |           |        |            |
| 2013 | Drinking Buddies                                                               | Película  | Sí       | Sí        | Sí        | Sí     |            |
| 2013 | All the Light in the Sky                                                       | Película  | Sí       | Sí        | Sí        | Sí     |            |
| 2012 | Marriage Material                                                              | Película  | Sí       | Sí        | Sí        | Sí     |            |
| 2012 | V/H/S (Segmento: "The Sick Thing That Happened to Emily When She Was Younger") | Película  | Sí       |           |           |        |            |
| 2011 | Caitlin Plays Herself                                                          | Película  | Sí       | Sí        | Sí        | Sí     |            |
| 2011 | Autoerotic                                                                     | Película  | Sí       | Sí        | Sí        |        |            |
| 2011 | The Zone                                                                       | Película  | Sí       | Sí        | Sí        | Sí     | Sí         |
| 2011 | Art History                                                                    | Película  | Sí       | Sí        | Sí        | Sí     | Sí         |
| 2011 | Silver Bullets                                                                 | Película  | Sí       | Sí        | Sí        | Sí     | Sí         |
| 2011 | Uncle Kent                                                                     | Película  | Sí       | Sí        | Sí        | Sí     | Sí         |
| 2009 | Alexander the Last                                                             | Película  | Sí       | Sí        | Sí        | Sí     | Sí         |
| 2008 | Nights and Weekends                                                            | Película  | Sí       | Sí        | Sí        | Sí     |            |
| 2008 | Swedish Blueballs                                                              | Corto     | Sí       | Sí        | Sí        |        | Sí         |
| 2007 | Hannah Takes the Stairs                                                        | Película  | Sí       | Sí        | Sí        | Sí     | Sí         |
| 2006 | LOL                                                                            | Película  | Sí       | Sí        | Sí        | Sí     | Sí         |
| 2005 | Kissing on the Mouth                                                           | Película  | Sí       | Sí        | Sí        | Sí     | Sí         |

### Como actor
| Year | Película                                    | Rol                   |
| ---- | ------------------------------------------- | --------------------- |
| 2013 | Proxy                                       | Patrick Michaels      |
| 2013 | The Sacrament                               | Jake                  |
| 2013 | White Reindeer                              | George                |
| 2013 | You're Next                                 | Drake Davison         |
| 2012 | Marriage Material                           | Joe                   |
| 2012 | V/H/S (Segmento: "Second Honeymoon")        | Sam                   |
| 2012 | The Kings of Yorktown                       |                       |
| 2011 | Caitlin Plays Herself                       |                       |
| 2011 | Autoerotic                                  |                       |
| 2011 | The Zone                                    |                       |
| 2011 | Art History                                 | Sam                   |
| 2011 | Silver Bullets                              | Ethan                 |
| 2011 | Uncle Kent                                  |                       |
| 2010 | Audrey the Trainwreck                       | Jeremy Roth           |
| 2010 | Blackmail Boys                              | Andrew Kenneth Tucker |
| 2010 | A Horrible Way to Die                       | Kevin                 |
| 2010 | Everyone Says I Look Just Like Her          | Brandon               |
| 2009 | The Mountain, the River and the Road        | Tom                   |
| 2009 | Cabin Fever 2: Spring Fever                 | Hazmat Team           |
| 2009 | You Wont Miss Me                            |                       |
| 2008 | Paintbrush (corto)                          | Danny                 |
| 2008 | Nights and Weekends                         | James                 |
| 2008 | Present Company                             | Archibald King        |
| 2008 | Untied Strangers (corto)                    | Wes                   |
| 2007 | The Timebox Twins (corto)                   | Boy                   |
| 2007 | Grammy's (corto)                            | Clarence              |
| 2007 | Quiet City                                  | Adam                  |
| 2007 | Hohokam                                     | The Jeffery           |
| 2006 | Young American Bodies (Serie de televisión) | Ben                   |
| 2006 | LOL                                         | Tim                   |
| 2005 | Kissing on the Mouth                        | Patrick               |